# Грессан
Грессан, Ґрессан (фр. Gressan) — муніципалітет в Італії, у регіоні Валле-д'Аоста.
Грессан розташований на відстані близько 600 км на північний захід від Рима, 4 км на південний захід від Аости.
Населення — 3365 осіб (2014).
Щорічний фестиваль відбувається 26 грудня. Покровитель — Святий Стефан.

## Демографія
Населення за роками:

Станом на 1 січня 2023 року в муніципалітеті офіційно проживало 137 іноземців з 29 країн, серед них 64 громадяни країн Євросоюзу та 4 громадяни України.

## Сусідні муніципалітети
- Аоста
- Емавіль
- Шарвансо
- Конь
- Жовансан
- Сарр